# Héctor Rossetto
Héctor Decio Rossetto (* 8. September 1922 in Bahía Blanca; † 23. Januar 2009 in Buenos Aires) war ein argentinischer Schachmeister.

## Leben
Héctor Rossetto wurde 1950 Internationaler Meister, 1960 Großmeister der FIDE. Er gewann fünf Mal die Meisterschaft Argentiniens: 1941, 1944, 1947, 1961 und 1972. Seine internationale Karriere begann er 1944 beim Turnier von Mar del Plata, bei dem er Platz vier belegte. Er gewann u. a. Turniere in Rio de Janeiro 1952, Barcelona 1952, Tarragona 1952 und Montevideo 1976. 1958 qualifizierte er sich für das Interzonenturnier. Rossetto vertrat Argentinien bei den Schacholympiaden 1950, 1952, 1954, 1962, 1968 und 1972. 1950, 1952 und 1954 gewann er mit der argentinischen Mannschaft jeweils Silber, 1962 Bronze. Sein bestes Einzelergebnis hatte er 1952 mit einer Goldmedaille am Reservebrett, 1950 gelang ihm das drittbeste Ergebnis am vierten Brett.
Rossetto zählte nach Miguel Najdorf mit Erich Eliskases, Herman Pilnik, Carlos Guimard, Julio Bolbochán und dem jungen Oscar Panno zum Goldenen Zeitalter des Schachspiels in Argentinien.
Er war nach Andor Lilienthal, Wassili Smyslow und Juri Awerbach der viertälteste Großmeister der Welt.